# Sappho

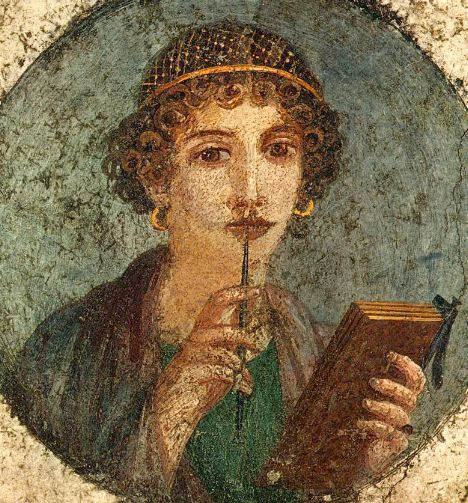

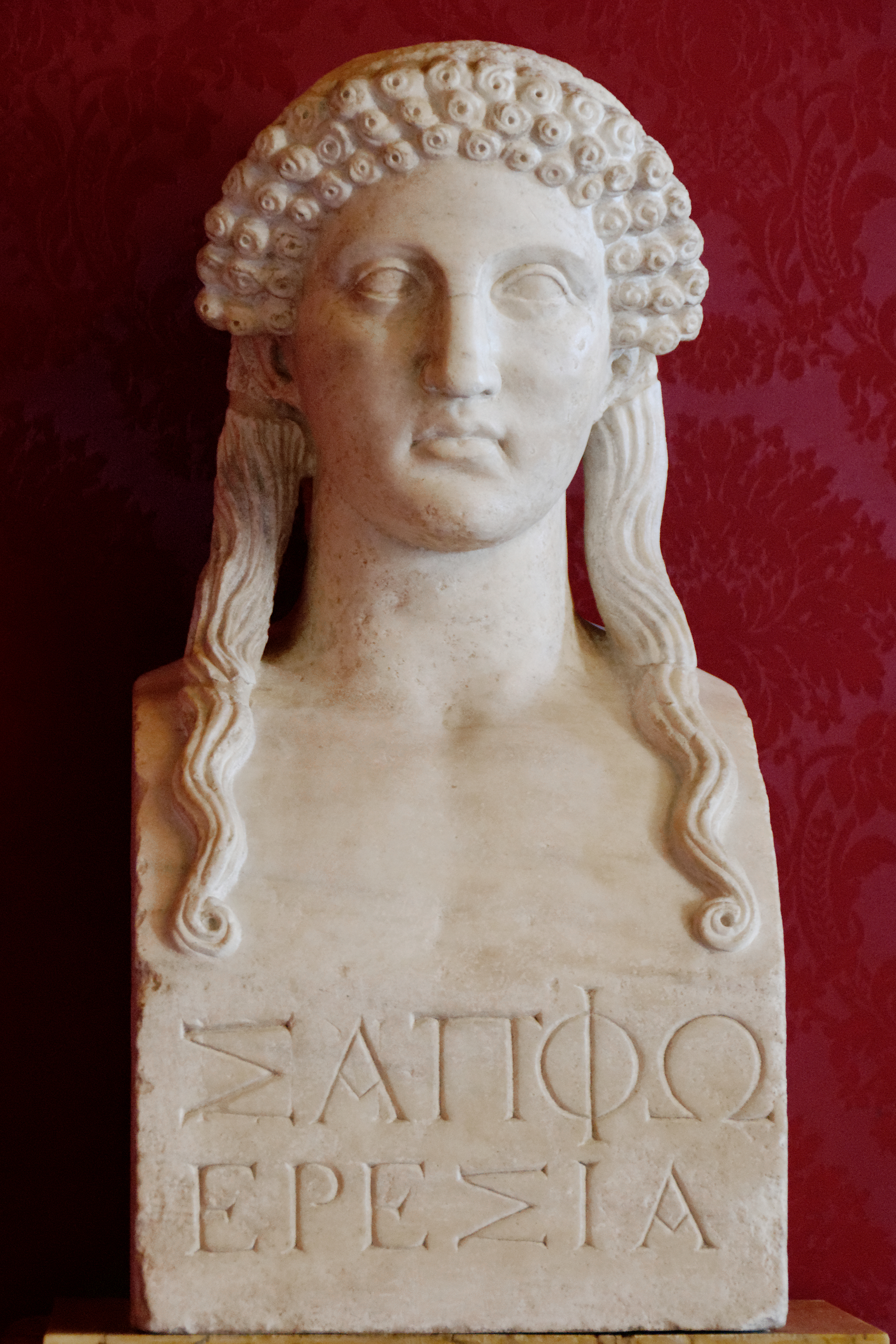
Poetesa Sappho

Sappho (Σаπφω(lb.greaca), Safo sau Psappha), poetă din Lesbos, care a trăit la sfârșitul secolului al VII-lea Î.Hr. și în primul sfert al secolului al VI-lea Î.Hr. . Ea a fost cea mai de seamă poetă lirică a antichității grecești. Sappho (numele ei adevărat, în dialectul eolian, era Psappha) s-a născut în insula Lesbos, la Mytilene, dintr-o familie aristocrată. A fost măritată și a avut o fiică pe nume Cleis. L-a cunoscut pe Alceu. Sappho a fost alungată din patrie, unde luptele civile făceau ravagii, a plecat la Siracuza, în Sicilia; dar acest exil n-a durat mult și ea s-a întors la insula Lesbos, unde a trăit până la bătrânețe. Dragostea ei pentru frumosul Phaon precum și sinuciderea în cascada de la Leucada sunt pure legende.

## Viața
Sappho a fost fiica lui Scamandronymos și a Kleidei. Contemporană cu Alceu, poeta aparține unei familii de aristocrați din insula Lesbos. 

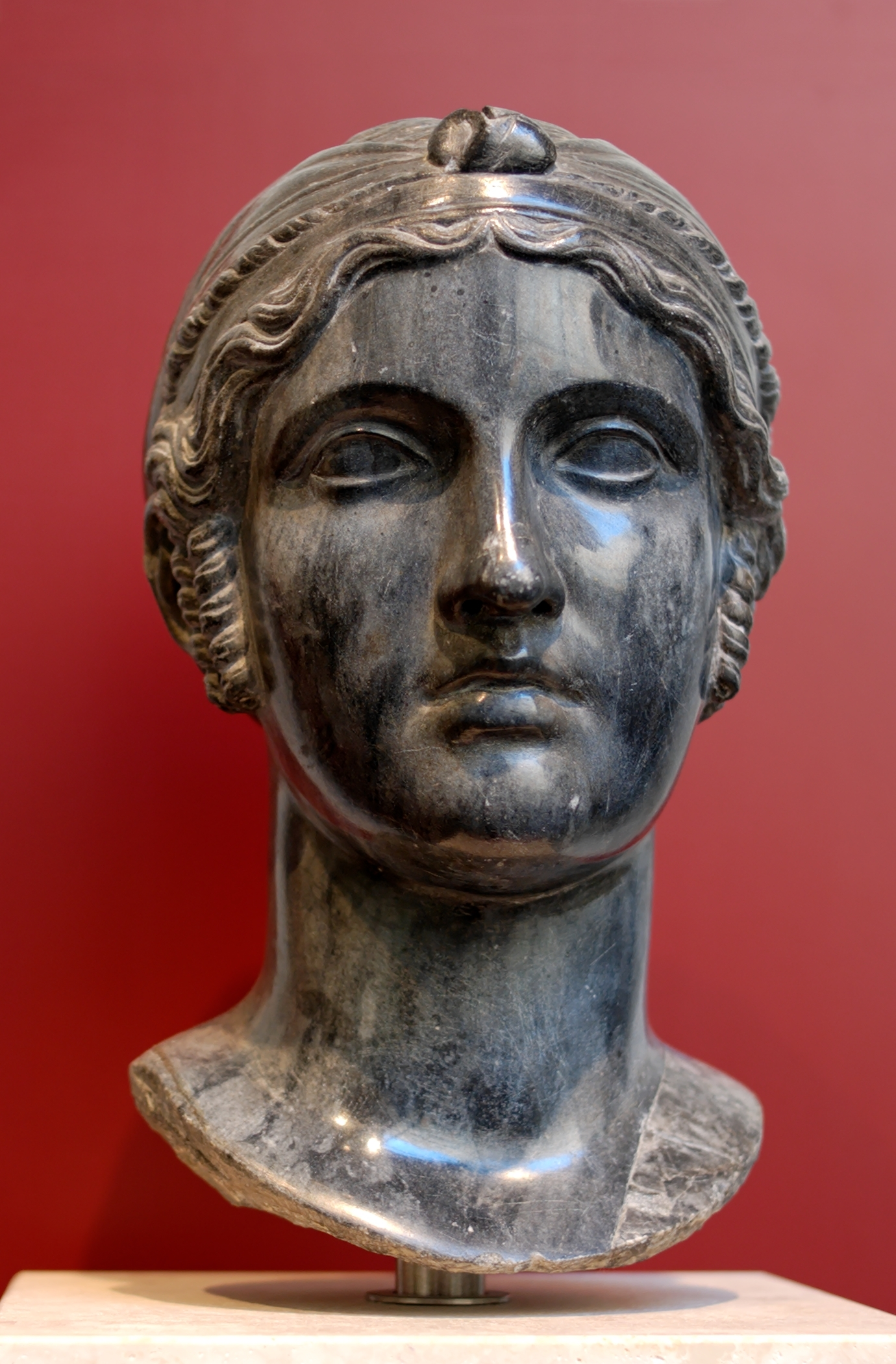
Sappho

### Exilul
În primele decenii ale secolului VI Î.Hr. a fost nevoită să plece în exil (Siracuza, Sicilia) datorită domniei lui Pitacos. Sappho se va întoarce în țară cu prilejul amnistiei acordate de primul magistrat. Tatăl poetei facea parte din latifundarii insulei; cei trei frați, Larichos, Caraxos și Eurygios - menționați uneori de Sappho - au deținut diferite funcții pe insulă. Herodot (Istorii II) poveștește pe larg despre o aventură sentimentală a lui Caraxos în Egipt, la Naucratis, unde, sosit cu o încărcătură de mărfuri din Lesbos, era gata să se ruineze pentru o preafrumoasă curtezană, Doricha. Într-un lung poem, plin de admonestări, din care s-au păstrat câteva rânduri, Sapho își îndeamnă fratele să revină pe calea cea bună.

### Viața intimă
Cu privire la viața intimă a poetei părerile sunt împărțite. Notița biografică din lexiconul bizantin Suda susține că a fost căsătorită cu un cetățean bogat din Lesbos, Kerkylas, cu care a avut o fetiță Cleis (sau Kleïs), numită după mama poetei. Faptul este confirmat de Ovidiu (Heroides), precum și de o biografie anonimă, descifrată de pe un papirus. Un alt fragment papiriaceu, descoperit în deceniul prin 1940, cuprinde o mărturie directă a existenței copilului: "fetița mea frumoasă, Kleïs, ca o floare de aur".

### Activitatea publică
Mult mai numeroase știri avem despre activitatea publică a lui Sappho. Ea a condus un fel de școală (sau cerc dacă vreți) pe nume "Casa Muzelor" pentru tinerele nobile, școală care a fost pusă sub patronajul Muzelor, Grațiilor și a Afroditei. Este vorba de fapt despre o asociație, care nu era decât o școală de muzică și poezie afiliată cultului marii divinități de origine asiatică; Afrodita. În astfel de școli educația poetică și morală nu era câtuși de puțin neglijată. Instituții asemănătoare par a fi fost numeroase în Lesbos de vreme ce Sappho însăși povestește despre existența a încă două cercuri conduse de Gorgo și de Andromeda. Poate uneia dintre aceste rivale i se adresează următoarele rânduri închinate de către Sappho: "unei femei needucate; când vei fi murit, vei zace pe veci, fără ca cineva să-și aducă aminte de tine; tu n-ai avut niciodată parte de trandafirii Pieirii; fără renume aici, tot așa vei rămâne și în Hades, rătăcind încolo și încoace printre morții necunoscuți".

### Moartea
În jurul morții poetei, antichitatea a brodat legenda iubirii pentru Phaon (Ovidiu, Heroides, XV ). Adonis, sau o altă divinitate asemănătoare, a fost cântat și sub numele de Phaon (sau Faon). Suprapunerea Adonis-Phaon stă la baza legendei care pretinde că poeta s-ar fi sinucis, în urma unei iubiri nefericite, aruncându-se de pe stânca Leucade (Ovidiu "Heroides"). Amintirea ei și impresia pe care a produs-o asupra posterității au lăsat urme neșterse în literatura greco-latină.

## Poezia
Ea dedică unora dintre elevele sale versuri aprinse de pasiune. Cei vechi o numeau pe Sappho "a zecea muză" și-i așezau uneori opera alături de cea a lui Homer. Puținele versuri rămase de la ea sprijină această apreciere. Ea știa să exprime emoțiile sale asociindu-le cu Natura și Întregul Univers, cele trei lucruri părând inseparabile pentru Sappho. Apa, focul, fluviile, soarele, stelele sunt mereu evocate în versurile lui Sappho și sunt amestecate mereu cu tulburările sau bucuriile inimii ei prin corespondente subtile și secrete, care conferă poeziei sale un accent modern.Catul și Horațiu i-au adaptat și imitat unele poeme, încetățenind strofa safică la Roma. În lirica universală, au fost poeți care au încercat să scrie versuri în metrul safic (la noi Mihai Eminescu).

### Exilul și efectele lui asupra poeziei

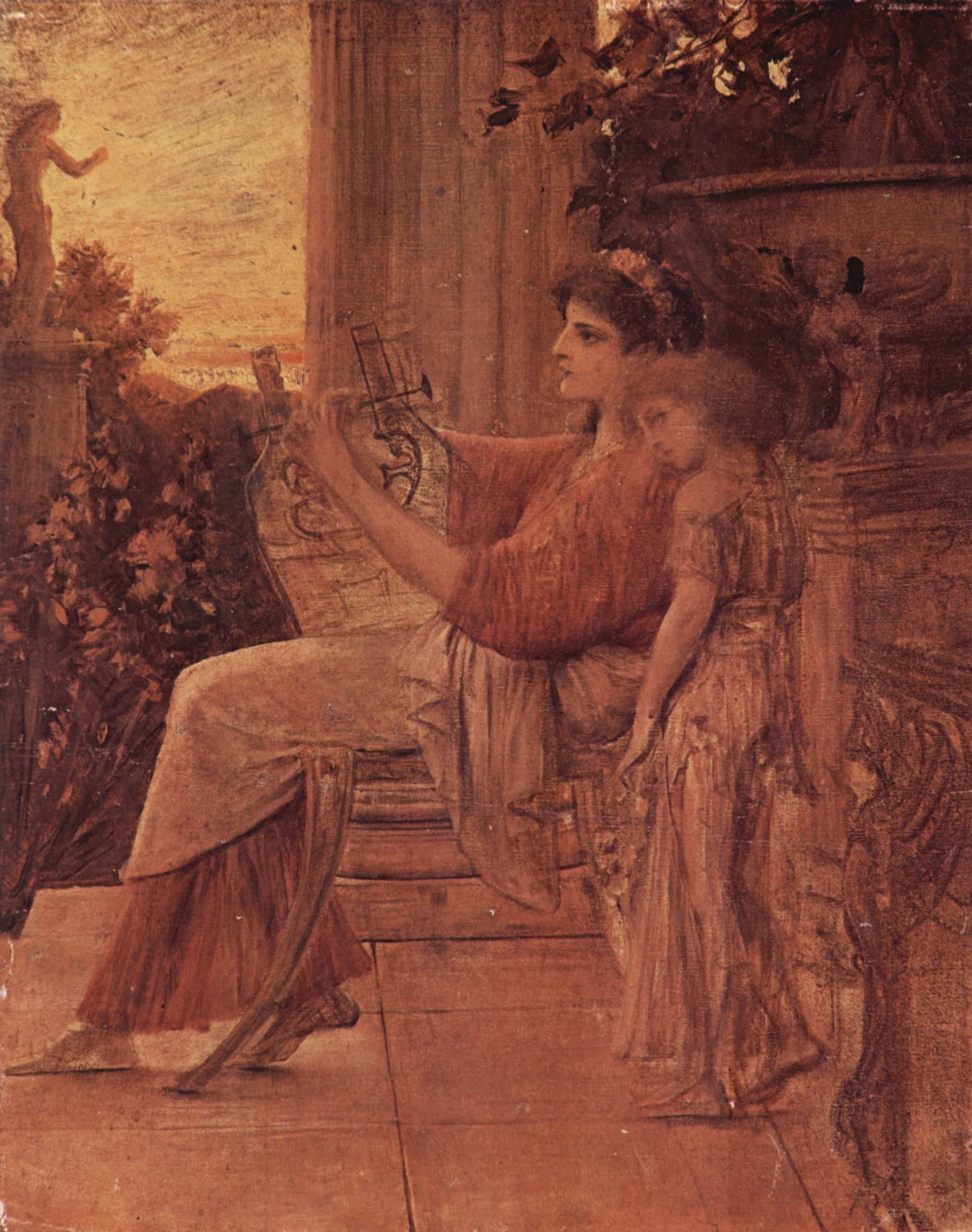
Sappho, într-o pictură de Gustav Klimt înfățișată cântând la liră

Deși a avut de suferit din cauza vicisitudinilor politice prin care a trecut insula Lesbos fiind nevoită să ia calea exilului (stabilindu-se pentru o perioadă în Siracuza), în versurile ei nu apar aluzii la evenimentele care au dus la instaurarea tiraniei în Lesbos decât cu excepția a două, trei fragmente.

### Stilul poeziei și lucrările
Tematica poeziilor sale este pur feminină, axată pe învățătura muzicii și a dansului. Cântecele compuse de Sappho și de elevele ei sunt monodii, acompaniate de liră (vezi imagine dreapta). Ea a compus însă și imnuri corale precum și poeme de largă respirație, după câte rezultă dintr-un fragment de epithalam în care cânta nunta lui Hector cu Andromaca. Valoroase sunt prelucrările ei din lirica populară din Lesbos, adevărate bijuterii ale genului, cântece de nuntă îndeosebi. Iubirea, strălucirea frumuseții tinere, farmecul personal, luxul, vraja nopții luminate de lună se desprind din fiecare rând scris de poetă, în puternic contrast cu oroarea de aspectele degadante ale vieții. Sappho a fost o artistă desăvârșită a cuvântului scris. Dialectul eolic ce-l întrebuințează nu a împiedicat (în general, «pentru detalii vezi Pierderea Poeziei lui Sappho») răspândirea poemelor ei, grupate de exegeții elenistici în 9 cărți. Mele (adică Cântecele) compuse de Sapho, grupate de filologii alexandrini după criterii metrice, erau în majoritatea lor monodii. Cele mai izbutite poeme rămân acelea în care sunt notate propriile ei trăiri. Evident, Sappho avea un model ilustru în poemele lui Arhiloh din Paros, dar puterea de expresie în creația ei, o îmbinare unică de simplitate și forță, este remarcabilă. Ca și Arhiloh urmând tradiția poetică urmată de Terpandru, Sappho acordă o deosebită grijă înfățișării stilistice și metrice a poemelor ce le compunea cu diferite ocazii: serbări religioase, căsătorii, ocazii festive, etc . Ordinea cuvintelor, de un firesc rar întâlnit, lipsa epitetelor pompoase, sonore, de rigoare în poezia epică, conferă versurilor safice o deosebită naturalețe. Abia la câteva lectrui cititorul își dă seama că impresia neasemuită care se degajă din fragmentele lizibile este, în fond, efectul unei arte poetice rafinate, în care legile simetriei și ale opoziției sunt aplicate fără greș. Cel mai cunoscut poem safic, cântecul I din cartea I, a fost considerat încă din antichitate o capodoperă. Poemul este un imn inchinat Afroditei. Dacă facem o apropiere între Iliada și Imnul Safic, ne dăm seama că asemenea invocații adresate divinității protectoare a iubirii și fecundității erau o practică curentă în creațiile poetice ale vechii Grecii.
Iată prima strofă: "Afrodita, fiica lui Zeus, vicleană/Tu din tronul tău scăpărând lumină,/Nu mă frânge în chinuri, te rog, stăpână/Nici în aleanuri" Zeița, care auzindu-i sosește într-un car tras de vrăbii iuți ce zboară lin peste pământu negru și îi adresează poetei următoarele cuvinte: "Cine te supără? Persuasiunea pe cine vrei să convingă? În curând cea care fuge acum de tine te va urmării, și, dacă nu te iubește, te va iubii." Oda se încheie cu o nouă invocație către zeiță, poeta cerându-i să fie dezlegată de neastâmpărul care o roade, să i se îndeplinească dorințele inimii. 
Într-o altă odă - adaptată într-o limbă latină desăvârșită de Catul, marele admirator al poetei - revărsarea de pasiune descrisă sub aspectul fizic, cu elemente puternic contrastante, impresionează și astăzi, așa cum a impresionat și pe autorul care a scris "Tratatul despre Sublim". În această odă Sappho asistă, stând deoparte, la șoaptele a doi îndrăgostiți. Iată începutul poemului: "Mi se pare întocma la fel cu zeii/Omul care chiar dinainte îți șade/Și de aproape dulcile șoapte îți soarbe/Capul plecându-l/Și surâsul fermecător ți-admiră." Emoția care o încearcă pe Sappho o face să i se usuce limba în gură, capul să-i vâjâie, iar chipul îi este "mai galben decât firul uscat de iarbă." Concluzia vine firesc: "Parcă ași fi moartă." 

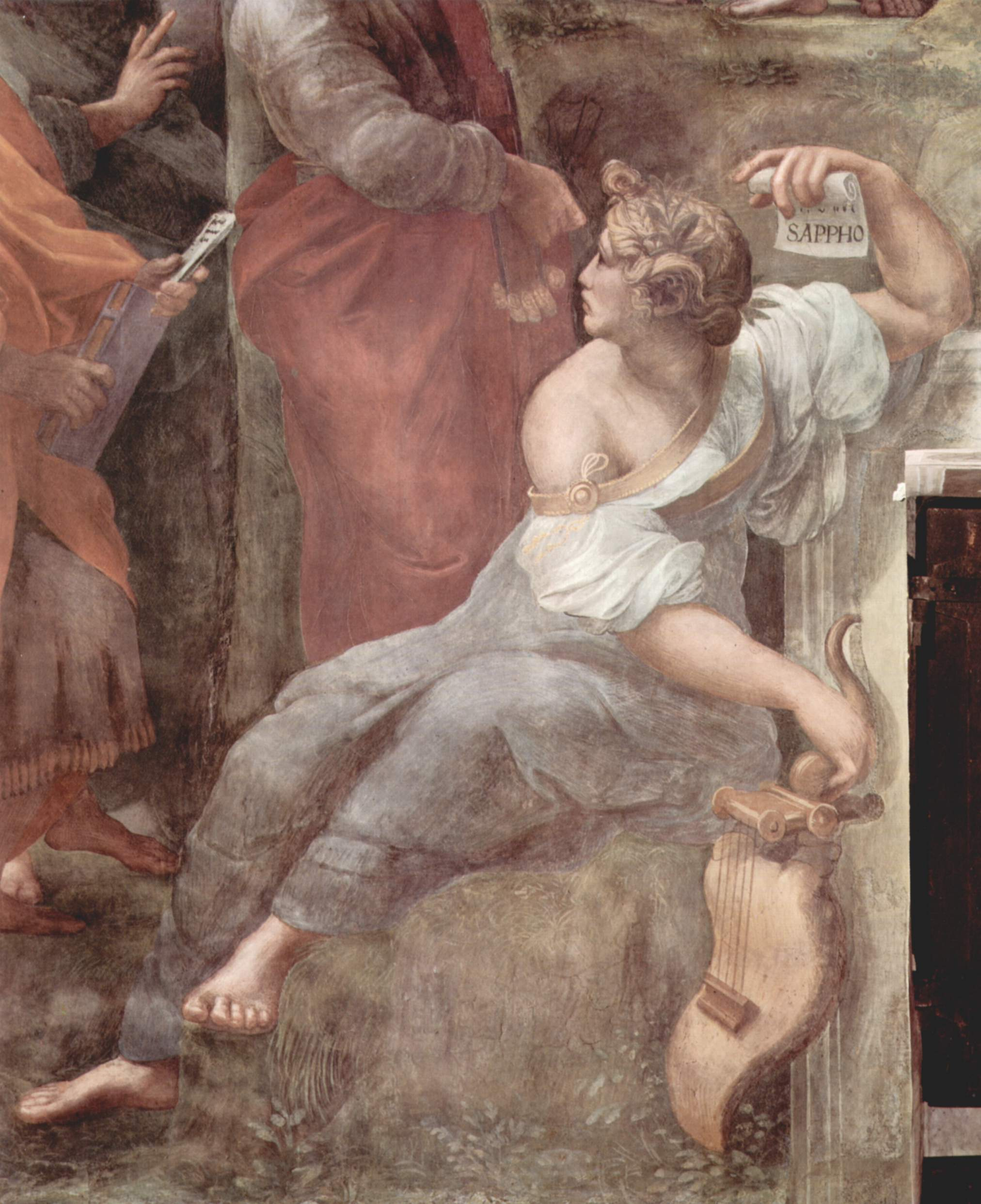
Sappho

În acest poem nu este vorba despre o contemplare a ființei iubite și pierdute, nici despre un sentiment de meschină gelozie, ci de o stare psihologică complexă, determinată de izolarea celor doi față de tumultul pasional al poetei, ignorat cu desăvârșire de tânăra pereche. Sentimentul de iubire față de frumusețea gingașă a uneia sau a alteia dintre elevele sale revine în poezia safică sub multiple înfățișări. Este mai mult ca sigur, judecând ansamblul creației sale artistice, că Sappho nu iubea atât personalitatea tinerelor sale discipole, ale căror nume le cunoaștem destul de bine (Atthis, Anactoria, Gyrinna, Gongyla "cea ca un boboc de trandafir") cât și aspectul fizic al frumuseții lor, în plină înflorire. Căci Sappho, mai presus de orice, iubea frumosul, oricând și pretutindeni. 
Această femeie, care nu tolera grosolănia sub nici o formă, iubea floriile, în primul rând trandafirul, pomii înverziți, imensitatea bolții cerești, luna, obiectele de aur, podoabele și rochiile. Tot ce o înconjoară se cuvine să fie frumos: "Blând Zefirul mângâie unda rece/Printre crengi de măr coborându-și zvonul/Iar din vârf ce-și tremură frunza, molcom/Picură somnul" sau:"Iarăși hora stelelor își ascunde/Strălucirea frunții când lumina crește/Risipindu-și, plină, lumina peste/Negura luminii." Dar, conform concepției curente, Sappho nu desparte noțiunea frumosului de cea a binelui: "cine este frumos, este frumos pe dinafară;/cine este bun nu va întârzia să devină și frumos." Aluziile mitologice, atâtea câte există la Sappho, sunt desprinse, în majoritatea lor, din ciclul troian, însă raportate însă la stări subiective. Într-un splendid poem, Sappho, amintește de Elena, soția lui Menelau, care și-a părăsit tot ce avea mai de preț, căminul conjugal, învinsă de puterea dragostei. 
Pentru Sappho însă, lucrul "cel mai prețios" ar fi să revadă "mersul grațios și fața de lumină" a Anactoriei, care acum se află departe. Divinitățile proslăvite în imnurile pe care le compunea la diferite ocazii, fac aproape toate parte din cortegiul Afroditei. În afară de Grații, Muze, Nereide, și Nimfe un loc aparte îl ocupă Adonis, o divinitate asiatică minoră, legată, ca și Afrodita de cultul plantelor. 
Într-un cântec meșteșugit pe baza antifonică, după modelul cântecului popular, se deplânge moartea demonului în accente care amintesc de "threnosul" (cântec de jale) homeric. Prin vădita preferință față de divinitățile venite din Orient, alegorii ale frumuseții, grației și fecundității, Sappho depășește lumea zeilor lui Homer. Influența Asiei, cu care Lesbosul întreținea legături intense, se făcuse, de altfel, simțită de mult în creația litereară a insulei Lesbos și încă din secolul VII Î.Hr. . Un papirus a dezvăluit totuși, că poeta ar fi cântat, uneori, și teme comune cu cele a lui Alceu, cum ar fi, de pildă alegoria corăbii surprinse de furtună în largul mării. Sappho restrânge tematica odei la cercul propriilor ei vicsitudini, dovedin, odată în plus că și în domeniul poeziei publice domină interesul ei personal. 
A încercat să scrie și poezie epico-narativă. Principala ei compoziție, în acest domeniu, este destinată nunții lui Hector și Andromaca, dar autentificarea poemului este contestată. În poemele lipsite de destăinuiri asupra simțămintelor personale, Sappho se dovedește aceeași mare poetă. Principala sursă de inspirație ce o folosește este cântecul popular de nuntă, modelat cu măiestrie. 
Demetrios, în "Tratatul despre stil" (167), a remarcat că, în seria cântecelor de nuntă arta poetei variază simțitor față de maniera ei obișnuită, străbătută de un intens lirism. Sappho se aproprie acum de vorbirea populară și devine când ironică, când iubitoare de hiperbole glumețe; altădată totul devine laudativ, ca și în fragmentul de față: "fericit mire, căsătoria s-a împlinit așa cum ți-a fost pe plac, ai fecioara pe care ți-ai dorit-o; înfățișarea ta, mireasă, este numai grație, privirea ți-e nespus de dulce, iubirea e răspândită pe fața ta frumoasă. Afrodita te-a cinstit în mod deosebit.." 

imagine în care sunt prezentați Sapho și Alceu împreună

Ritmurile în care se exprimă Sappho sunt grațioase și variate. Strofa ei preferată a primit numele de "safică"; în cântecele de nuntă, caracterizate prin refrenuri scurte, săltărețe, apar vădite influențe de ritmică populară sub forma unor strigături.

### Influențele metrului Safic asupra poeziei mondiale
Admirând-o, din diferite puncte diferite de vedere, fiecare din criticii literari ai antichității au relevat laturi diferite ale talentului ei: Dionysos din Halicarnas i-a lăudat melodia versului, eufonia stilului. Autorul anonim al "Trata despre Sublim" a fost impresionat de exactitatea nuanțelor emotive găsite de poetă. În secolul al II-lea alături de Mimnerm și Arhiloh, poeziile create de Sappho erau foarte citite de publicul iubitor de poezie; în acea vreme, retorii Maximos din tyr, Himerios, Synesios continuau să admire și să comenteze creația poetei.
Influența poeziei safice s-a resimțit în lirica latină. Catul a tradus liber unele poeme, imitând-o în expresia pasională a versurilor de iubire pe care le-a compus pentru Lesbia. El a fost primul poet latin care a folosit strofa safică. Horațiu a scris, la rândul lui ode în metrul safic, dar era prea departe de temperamentul liric al poetei pentru a se putea apropia de tonul vibrant al poemelor ei, așa cum a făcut Catul. În lirica românească Mihai Eminescu a compus binecunoscuta "Odă în metrul antic", căreia i-a oferit un conținut filosofic diferit de opera lui Sappho.

### Pierderea poeziei lui Sappho
Deși lucrările lui Sappho au rezistat bine și în timpurile Romane, împreună cu schimbarea intereselor, stilurilor și a esteticii munca ei a fost transcrisă tot mai puțin, în special după ce academiile au încetat să le ceară studenților să studieze metrul safic. Un motiv pentru care metrul safic a încetat să mai fie studiat a fost că Greaca Atică și Homerică erau principalele limbi de studiu. Dialectul eolic al lui Sappho, unul dificil de învățat, și, chiar în timpurile Romane considerat arhaic, a pus un obstacol considerabil între lucrările ei și celebriate după ce acestea nu au mai fost cerute în academii.
Odată cu retragerea lucrărilor ei din norma academică (fenomen petrecut în tot Imperiul Bizantin), foarte puține copii a lucrărilor ei au fost făcute de scribi. Totuși, cei mai mari gânditori și poeți din Roma Antincă au continuat să o slăvească și să compare mulți scriitori și poeți cu ea, iar din aceste comparații și descrieri noi am extras multe dintre poemele ei cele mai interesante.

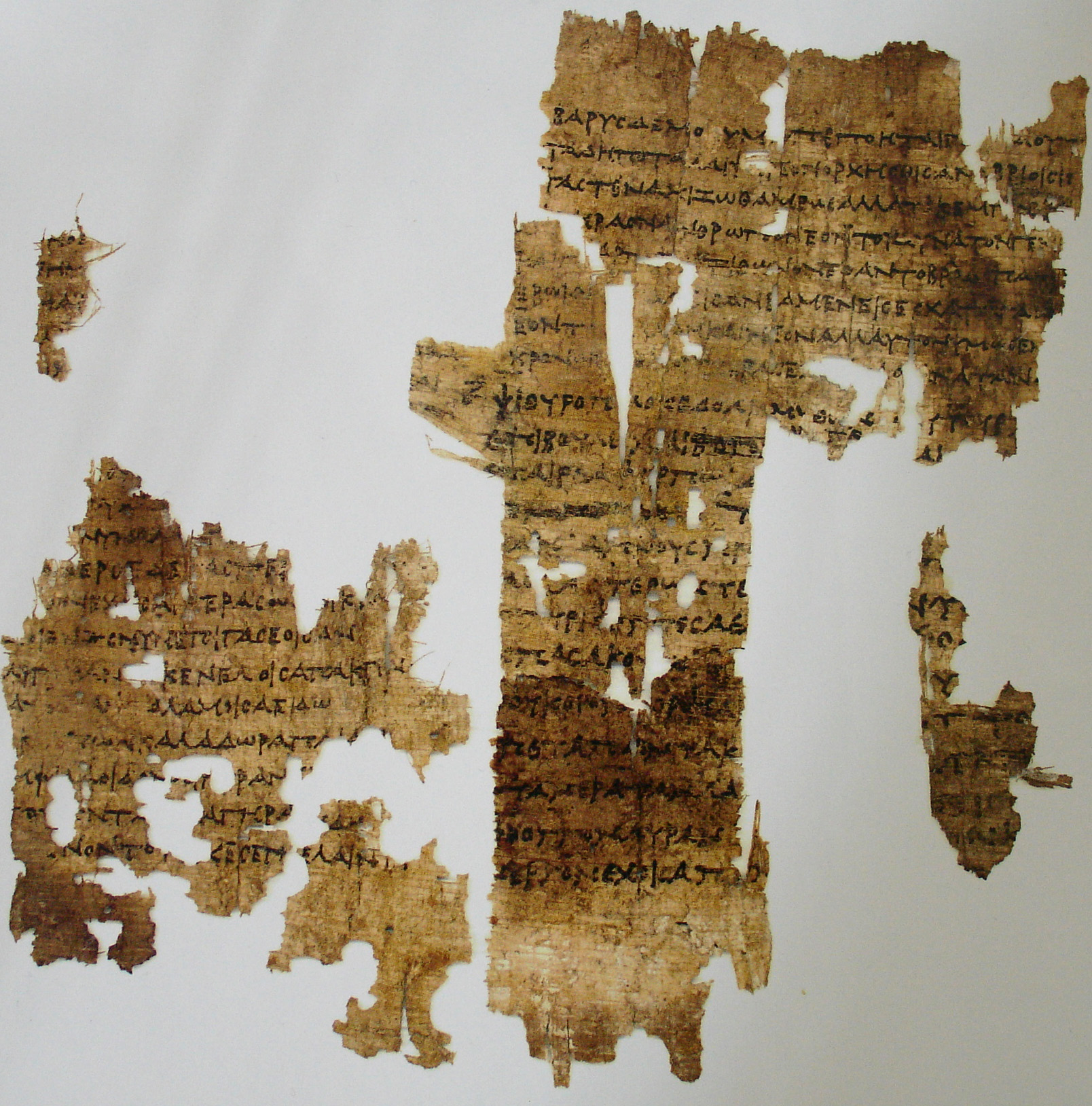
imagine care prezintă papirusul pe care s-au descoperit versuri de ale lui Sappho

Legende moderne, care au origini confuze, au făcut din moștenirea literară lăsată de Sappho victima unei distrugeri intenționate făcută de lideri ai bisericii scandalizați, de obicei prin arderea cărților. În prezent nu sunt conoscute izvoare istorice care să confirme aceste relatări. Gregory din Nazianzus, care împreună cu Papa Gregory al VII sunt prezentați ca și eroii negativi ai acestor povești, era un admirator al poeziei safice. De exemplu cărturarii moderni au notat ecouri ale lui Sappho printre versurile poeziei lui :Despre Natura Umană, care copiază din qvasi-sacrul accent a lui Sappho (alsos), ramurile bătute de vânt, și surprinzătorul cuvânt pentru somn adânc (kōma).
Este probabil ca poezia lui Sappho să se fi pierdut datorită acțiunii aceleași forțe de schimbare culturală care a distrus, cu sânge rece, rămășițele tuturor poeți greci canonici arhaici. Într-adevăr, așa cum s-ar aștepta de la estimații critice antice, care îi considerau pe Sappho și pe Pindar ca pe cei mai mari poeți ai poeziei lirice monodice respectiv poeziei pentru cor, mai multă poezie de a lui Sappho a supraviețuit prin citații și manuscripte decât a oricărui poet, făcând excepție de Pindar (al cui lucrări se păstrau în totalitate într-o tradiție a manuscriptelor).
Chiar dacă tradiția manuscriptelor nu s-a mai păstrat, câteva copii ale lucrărilor ei au fost descoperite într-un papirus egiptean dintr-o perioadă mai veche. O mare descoperire la Oxyrhynchus a adus multe versuri noi dar cu lipsuri la lumină. Din timpurile Renașterii Europene interesul pentru poezia lui Sappho a crescut, cunoscând perioade de popularitate generală pe măsură ce noile generații au descoperit lucrările ei. Deoarece puțini oameni sunt capabili să înțeleagă limbile antice, fiecare epocă a trdus lucrările lui Sappho în felul ei diferit. Poezia, precum cea a lui Sappho, (care se bazează pe metrul safic) este de exemplu greu de tradus în Engleză care folosește metre bazate pe accentuare și rimă pe când Greaca Antică folosește doar metre bazate pe lungimea versurilor. Ca rezultat, mulți translatori timpurii transformau poezia lui Sappho în așa fel ca aceasta să rimeze și să se potrivească gusturilor literare și/sau stilistice ale respectivului popor.
În anii '60 Mary Barnard a reintrodus pe Sappho în lumea literară printr-o nouă formă de traducere care ocolea rima sau alte forme de expresie literară precum sonetul care nu apar în poezia netradusă a lui Sappho. Alți traducători care i-au urmat tind să se ghideze după această metodă de traducere pentru a păstra măiestria poeziei safice chiar și în versuri traduse.

## Opere publicate în era modernă
- Lyra Graeca (vol.I) - J.M. Edmons, Loeb Classical Library, Londra (1952)
- Poetarum Lesbiorum Fragmenta - Oxford (1955)
- Lyrica Graeca Selecta - Oxford, Claredon (1968)
- Sappho und Alceus, Fragmenta - Amsterdam, Athenaeum (1971)